# サメグレロ公国

サメグレロ公国
სამეგრელოს სამთავრო

サメグレロ公国
（北西部）

サメグレロ公国（グルジア語: სამეგრელოს სამთავრო、グルジア語ラテン翻字: Samegrelos Samtavro）は、16世紀から19世紀にかけてジョージア西部に存在した歴史的国家である。この地域の古い呼び名であるオディシ（グルジア語: ოდიში、グルジア語ラテン翻字: Odishi）、あるいはロシア語の呼び方でメグレリヤ（ロシア語: Мегрелия、ロシア語ラテン翻字: Megreliya）、そこから英語でミングレリア（英語: Mingrelia）としても知られる。西ジョージアの上級貴族ダディアニ家によって統治されていた。

## 歴史
サメグレロ公国は、カルトリのコンスタンティネ2世、カヘティのアレクサンドレ、サムツヘのクヴァルクヴァレ2世が結んだ不可侵条約と、それに続く条約の締結によって誕生した。これらの条約により南コーカサスを支配したジョージア王国は解体し、3つの王国といくつかの公国に分裂した。サメグレロは1557年に独立した公国となり、レヴァン1世ダディアニが世襲のムタヴァリ（公）に就いた。サメグレロ公国は1803年に帝政ロシアの支配下に入るまで独立を維持した。
サメグレロ公国が1803年にロシア帝国の属国となったのは、サメグレロよりも力の強い隣国イメレティやアブハジアからの度重なる攻撃によるものであった. 。サメグレロ公国はロシア帝国に保護を求め、ロシア帝国による保護と引き換えに、属国となる条約を締結した。最終的にサメグレロ公国は1867年、ロシア帝国の圧力によってニコ・ダディアニ公が強制的に退位させられ、公国が廃止となったことで終わりを迎えた。ニコ・ダディアニ公は1868年にムタヴァリの権利を正式に放棄した。その後、サメグレロは1917年までロシアの一地区となった。